# William van Schaick
William Henry van Schaick (* 7. Dezember 1837 in Troy, Rensselaer County; † 8. Dezember 1927 in Utica, Oneida County) war ein
amerikanischer Kapitän.
Als Kapitän des New Yorker Dampfschiffes General Slocum wurde er für das Feuer, das am 15. Juni 1904 mehr als 1.000 Menschenleben kostete und das Schiff zerstörte, zu einer Gefängnisstrafe von 10 Jahren verurteilt.
Obwohl mehrere Mitglieder der Schiffsbesatzung und auch ein Teil des Direktoriums der Dampfschifffahrtsgesellschaft angeklagt worden waren, kam nur van Schaick vor Gericht. Der Prozess begann am 10. Januar 1906 vor dem Richter Edward B. Thomas (1848–1929). van Schaick wurde von Terence McManus und William Olcott (1862–1933) verteidigt, die Staatsanwälte waren Ernest Baldwin und US-Bezirksstaatsanwalt Henry Burnett. Am 27. Januar 1906 fand das Gericht van Schaick der kriminellen Fahrlässigkeit und des Fehlverhaltens schuldig. Richter Thomas sagte zu van Schaick: „You are no ordinary criminal; I must make an example of you“ (dt.: „Sie sind kein gewöhnlicher Krimineller; ich muss an Ihnen ein Exempel statuieren.“) und verurteilte ihn zu der Höchststrafe von 10 Jahren Gefängnis. Im Alter von 70 Jahren trat Schaick 1908 seine Haft im Sing Sing an.
Seine Frau Grace Mary, geborene Spratt, kämpfte für seine Freilassung. Sie war seine weniger als halb so alte Krankenschwester, die ihn nach der Schiffskatastrophe gepflegt hatte und die er heiratete, als er gegen eine Kaution von 10.000 Dollar auf freiem Fuß war. Grace Mary sammelte mehr als 200.000 Unterschriften für seine Begnadigung. Der republikanische Präsident Theodore Roosevelt lehnte diese zweimal ab, doch sein Nachfolger, der Jurist William Howard Taft, befürwortete das Anliegen: Am Weihnachtstag des Jahres 1911 begnadigte Taft Kapitän van Schaick, der mittlerweile schon fast vier Jahre seiner Strafe abgesessen hatte. Sein Alterssitz war ein Bauernhof in Fulton County, wo er im Alter von 90 Jahren starb. Obwohl er von allen Vorwürfen rehabilitiert worden war, wurde er weiterhin für die Katastrophe verantwortlich gemacht und 1927 in einem anonymen Grab beigesetzt. Eine Großnichte des Kapitäns sorgte ein Dreivierteljahrhundert später dafür, dass auf seinem Ruheplatz ein Grabstein errichtet wurde.